# Powiat Harburg
Powiat Harburg (niem. Landkreis Harburg) – powiat w niemieckim kraju związkowym Dolna Saksonia. Siedzibą powiatu jest miasto Winsen (Luhe).

## Historia
Obszar obecnego powiatu Harburg należał do Księstwa Brunszwiku i Lüneburga. Wskutek podziału w ramach dynastii Welfów przypadł ten teren Księstwu Elektorskiemu Hanower, które było Królestwem Hanoweru od 1815 a od 1866 pruską prowincją. Państwo pruskie utworzyło w 1885 powiat miejski Harburg, powiat ziemski Harburg i powiat ziemski Winsen (Luhe). Siedzibą powiatu ziemskiego Harburg było miasto Harburg, które od 1927 razem z miastem Wilhemsburg zostało połączone w jedno miasto Harburg-Wilhelmsburg. W 1932 zostały połączone powiaty ziemskie Harburg i Winsen (Luhe) w jeden powiat Harburg, gdzie Harburg pozostał siedzibą powiatu, chociaż teren miasta Harburg-Wilhelmsburg nie należał do obszaru powiatu.
W ramach ustawy o Wielkim Hamburgu (niem. Groß-Hamburg-Gesetz) z 26 stycznia 1937 miasto Harburg-Wilhelmsburg zostało wcielone do Hamburga. Harburg pozostał jednak siedzibą powiatu Harburg, mimo że już należał do Hamburga. Dopiero zniszczenie ratusza powiatu w czasie II wojny światowej stało się przyczynkiem do przeniesienia administracji powiatowej do Winsen (Luhe), w którym to mieście do dziś znajduje się siedziba powiatu. Pomimo tych zmian nazwa powiatu pozostała niezmieniona i brzmi powiat Harburg.

## Podział administracyjny
Powiat Harburg składa się z:
- 2 miast
- 4 samodzielnych gmin (niem. Einheitsgemeinde)
- 6 gmin zbiorowych (Samtgemeinde)

Miasta:
| Lp. | Nazwa miasta              | Ludność (31.12.2008) | Powierzchnia km² |
| --- | ------------------------- | -------------------- | ---------------- |
| 1   | Buchholz in der Nordheide | 38.415               | 74,62            |
| 2   | Winsen (Luhe)             | 33.830               | 109,55           |

Gminy samodzielne:
| Lp. | Nazwa gminy   | Ludność (31.12.2008) | Powierzchnia km² |
| --- | ------------- | -------------------- | ---------------- |
| 1   | Neu Wulmstorf | 20.557               | 56,16            |
| 2   | Rosengarten   | 13.385               | 63,67            |
| 3   | Seevetal      | 41.560               | 105,19           |
| 4   | Stelle        | 11.038               | 38,50            |

Gminy zbiorowe:
| Lp. | Nazwa gminy   | Ludność (31.12.2008) | Powierzchnia km² | Liczba gmin |
| --- | ------------- | -------------------- | ---------------- | ----------- |
| 1   | Elbmarsch     | 11.627               | 81,30            | 3           |
| 2   | Hanstedt      | 13.106               | 198,14           | 6           |
| 3   | Hollenstedt   | 10.884               | 110,10           | 7           |
| 4   | Jesteburg     | 10.702               | 37,81            | 3           |
| 5   | Salzhausen    | 14.073               | 148,12           | 8           |
| 6   | Gmina Tostedt | 25.463               | 221,29           | 9           |

## Komunikacja
Przez teren powiatu przebiegają cztery autostrady:
- A1 Hamburg - Brema
- A7 Hamburg - Hanower
- A39 (do listopada 2010 A250) Hamburg - Lüneburg
- A261 skrót między autostradami A1 i A7

i kilka ważnych dróg krajowych:
- B3 Buxtehude – Buchholz – Soltau – Hanower
- B4 Hamburg – Lüneburg – Uelzen – Brunszwik
- B73 Hamburg – Buxtehude – Stade – Cuxhaven
- B75 Hamburg – Buchholz – Rotenburg (Wümme) – Brema
- B404 Geesthacht – Winsen (Luhe) – Lüneburg